# 2005-ös afrikai ralibajnokság
A 2005-ös afrikai ralibajnokság 2005. február 11-én vette kezdetét és szeptember 11-én végződött. A bajnok a címvédő Muna Singh lett, másodikként az ugandai Riyaz Kurji végzett, még harmadikként a zimbabwei Jess Watson zárt.

## Versenynaptár
| Dátum           | Verseny                       | Győztes           |
| --------------- | ----------------------------- | ----------------- |
| február 11-13   | Rally of Tanzania             | Riyaz Kurji       |
| május 5-7       | Total Rally of South Africa   | Richard Himmel    |
| május 27-29     | Dunlop Zimbabwe Challenge     | Conrad Rautenbach |
| június 17-19    | Zambia International Rally    | Jess Watson       |
| július 15-17    | Equator Rally Kenya 2005      | Glen Edmunds      |
| augusztus 12-14 | Rwanda Mountain Gorilla Rally | Riyaz Kurji       |
| szeptember 9-11 | Pearl of Africa Uganda Rally  | Riyaz Kurji       |

## Végeredmény
Versenyzők
| #   | Versenyző          | Versenyautó | Rali | Rali | Rali | Rali | Rali | Rali | Rali | Teljes pontszám |
| #   | Versenyző          | Versenyautó | TAN  | RSA  | ZBW  | ZBA  | ERK  | RUA  | UGA  | Teljes pontszám |
| --- | ------------------ | ----------- | ---- | ---- | ---- | ---- | ---- | ---- | ---- | --------------- |
| 1.  | Muna Singh         | Subaru      | 8    | 8    | 4    | 8    | 0    | 0    | 5    | 33              |
| 2.  | Riyaz Kurji        | Subaru      | 10   | 0    | 0    | 0    | 0    | 10   | 10   | 30              |
| 3.  | Jess Watson        | Mitsubishi  | 0    | 0    | 8    | 10   | 0    | 0    | 0    | 18              |
| 4.  | Richard Himmel     | Subaru      | 0    | 10   | 5    | 0    | 0    | 0    | 0    | 15              |
|     | Paul Monge         | Subaru      | 0    | 6    | 3    | 6    | 0    | 0    | 0    | 15              |
| 6.  | Moses Lumala       | Subaru      | 0    | 0    | 0    | 0    | 0    | 8    | 6    | 14              |
| 7.  | Azar Anwar         | Mitsubishi  | 5    | 0    | 0    | 0    | 6    | 0    | 0    | 11              |
| 8.  | Conrad Rautenbach  | Subaru      | 0    | 0    | 10   | 0    | 0    | 0    | 0    | 10              |
|     | Glen Edmunds       | Mitsubishi  | 0    | 0    | 0    | 0    | 10   | 0    | 0    | 10              |
| 10. | Navraj Hans        | Mitsubishi  | 6    | 0    | 0    | 0    | 3    | 0    | 0    | 9               |
| 11. | Sammy Aslam        | Subaru      | 0    | 0    | 0    | 0    | 8    | 0    | 0    | 8               |
|     | Ponsiano Lwakataka | Subaru      | 0    | 0    | 0    | 0    | 0    | 0    | 8    | 8               |
| 13. | Charles Kapya      | Subaru      | 0    | 0    | 2    | 5    | 0    | 0    | 0    | 7               |
|     | Jas Mangat         | Volkswagen  | 0    | 0    | 0    | 0    | 0    | 3    | 4    | 7               |
| 15. | Valery Bukera      |             | 0    | 0    | 0    | 0    | 0    | 6    | 0    | 6               |

Gyártók
| #  | Gyártó     | Rali | Rali | Rali | Rali | Rali | Rali | Rali | Teljes pontszám |
| #  | Gyártó     | TAN  | RSA  | ZBW  | ZBA  | ERK  | RUA  | UGA  | Teljes pontszám |
| -- | ---------- | ---- | ---- | ---- | ---- | ---- | ---- | ---- | --------------- |
| 1. | Subaru     | 10   | 10   | 10   | 8    | 8    | 10   | 10   | 66              |
| 2. | Mitsubishi | 5    | 0    | 8    | 10   | 10   | 0    | 5    | 38              |
| 3. | Toyota     | 3    | 0    | 0    | 4    | 0    | 0    | 0    | 7               |
| 4. | Peugeot    | 0    | 0    | 0    | 0    | 0    | 6    | 0    | 6               |
| 5. | Nissan     | 1    | 0    | 0    | 0    | 0    | 0    | 0    | 1               |